# Лазар Йованович
Лазар Йованович (серб. Лазар Јовановић, нар. 30 листопада 2006, Новий Сад, Сербія) — сербський футболіст, атакувальний півзахисник клубу «Црвена Звезда».
На правах оренди грає в клубі ОФК Белград.

## Ігрова кар'єра

### Клубна
Лазар Йованович є вихованцем футбольного клуба «Воєводина». В грудні 2022 року футболіст підписав з клубом професійний контракт на три роки. Першу гру в основі футболіст провів 30 липня 2023 року, коли вийшов на заміну у матчі чемпіонату країни проти столичної «Црвени Звезди».
Влітку 2024 року Йованович приєднався до складу «Црвени Звезди». Провів в команді п'ять матчів і в лютому 2025 року був відправлений в оренду в белградський ОФК.

### Збірна
З 2022 року Лазар Йованович виступає за юнацькі збірні Сербії.

## Особисте життя
Лазар є сином Мілана Йовановича — колишнього сербського футболіста, учасника чемпіонату світу 2010 року.